# 圆叶小叶杨
圆叶小叶杨（学名：Populus simonii var. rotundifolia）为杨柳科杨属下的一个变种。

## 扩展阅读
- 維基物種上的相關：圆叶小叶杨